# Popis hrvatskih veleposlanika u Italiji
Republika Hrvatska i Talijanska Republika održavaju diplomatske odnose od 17. siječnja 1992. Sjedište veleposlanstva je u Rimu.

## Veleposlanici
Veleposlanstvo Republike Hrvatske u Talijanskoj Republici osnovano je odlukom predsjednika Republike od 22. siječnja 1992.
| Veleposlanik       | Postavljenje        | Opoziv              | Sjedište |
| ------------------ | ------------------- | ------------------- | -------- |
| Ivica Maštruko     | 19. ožujka 1992.    | 6. listopada 1993.  | Rim      |
| Davorin Rudolf     | 6. listopada 1993.  | 21. kolovoza 2000.  | Rim      |
| Drago Kraljević    | 31. listopada 2000. | 16. listopada 2005. | Rim      |
| Tomislav Vidošević | 17. listopada 2005. | 15. kolovoza 2012.  | Rim      |
| Damir Grubiša      | 15. rujna 2012.     | 31. kolovoza 2017.  | Rim      |
| Jasen Mesić        | 1. rujna 2017.      |                     | Rim      |

## Vanjske poveznice
- Italija na stranici MVEP-a